# Aziz Behich
Aziz Behić bzw. Aziz Eraltay (* 16. Dezember 1990 in Melbourne) ist ein australischer Fußballspieler türkischer Abstammung.

## Vereinskarriere
Der Sohn zyperntürkischer Einwanderer spielte im Erwachsenenbereich ab 2008 zunächst in der Victorian Premier League (VPL) für seinen Jugendklub Green Gully SC, bevor er am Saisonende für die neu geschaffene National Youth League in das Jugendteam von Melbourne Victory aufgenommen wurde. Dort kam er in den folgenden beiden Spielzeiten regelmäßig zum Einsatz und debütierte am 16. Januar 2010 bei einem 6:2-Erfolg gegen Perth Glory für das Profiteam in der A-League. Bis Saisonende kam er zu vier weiteren Einsätzen als Einwechselspieler, darunter im Grand Final gegen den Sydney FC, das nach Elfmeterschießen verloren ging. Im Anschluss gehörte er auch bei der AFC Champions League 2010 zum Aufgebot, kam allerdings nicht zum Einsatz und erhielt über das Saisonende hinaus keinen neuen Vertrag. In der Folge spielte Behich kurzzeitig für Hume City in der VPL, bevor er im Juli 2010 nach einem Probetraining beim neu gegründete A-League-Klub Melbourne Heart einen Kurzzeitvertrag als Ersatz für den verletzten Kristian Sarkies unterzeichnete. Bis zu diesem Zeitpunkt agierte Behich überwiegend als Stürmer, nach einem Platzverweis des linken Außenverteidigers Dean Heffernan wurde Behich von Trainer John van ’t Schip auf dessen Position zurückgezogen und konnte dort derart überzeugen, dass er sich auf dieser Position festsetzte und einen längerfristigen Vertrag erhielt.
Seine Leistungen in der Folgezeit mündeten in der Auszeichnung als Nachwuchsspieler des Monats Januar 2011, einer Nominierung für die Harry Kewell Medal als U-23-Fußballer des Jahres und der Berufung in das PFA Team of the Year 2011/12. Im Januar 2013 wechselte Behich nach 65 Ligaeinsätzen für Melbourne Heart zum türkischen Erstligisten Bursaspor und unterzeichnete einen Vertrag bis Mitte 2016. Nachdem er in der Rückrunde bei Bursaspor nur zu einem Ligaeinsatz gekommen war, kehrte er zur Saison 2013/14 auf Leihbasis zu Melbourne Heart zurück.
Für die Saison 2014/15 wurde er bei Bursaspor im Kader behalten. Im Sommer 2018 wurde er vom PSV Eindhoven verpflichtet, kehrte aber nach einer Saison mit seinem Wechsel zu Istanbul Başakşehir FK in die Türkei zurück. Ende August 2021 wechselte Behich zu Giresunspor.
Im Juli 2022 wechselte Behich nach Schottland zu Dundee United und unterschrieb einen Zweijahresvertrag. Im Sommer 2023 wechselte er zum Melbourne City FC, von wo er Ende Januar in die Saudi Pro League zu al-Nassr verliehen wurde.

## Nationalmannschaft
Zu seiner ersten Berufung in einer australischen Landesauswahl kam Behich im Juni 2011, als er für das U-23-Team gegen Japan berufen wurde. In der Folge kam er auch mehrfach im Rahmen der Qualifikation für die Olympischen Spiele 2012 zum Einsatz, das australische Team scheiterte allerdings in der entscheidenden Qualifikationsrunde, nachdem es in allen sechs Partien ohne Torerfolg geblieben war. Im November 2012 folgte Behichs Debüt in der australischen A-Nationalmannschaft, als er von Nationaltrainer Holger Osieck im Freundschaftsspiel gegen Südkorea eingewechselt wurde. Im Dezember nahm er mit einer großteils aus Spielern der A-League bestehenden Auswahl am Qualifikationsturnier für die Ostasienmeisterschaft 2013 teil und erzielte beim 8:0-Sieg gegen Taiwan seine ersten beiden Treffer für die A-Nationalmannschaft. Außerdem stand er im Kader für die Fußball-Weltmeisterschaft 2018 in Russland, bei der Australien in der Vorrunde nach zwei Niederlagen gegen Frankreich und Peru und einem Unentschieden gegen Dänemark noch in der Vorrunde ausschied. Behich absolvierte alle drei Partien über die volle Distanz und erzielte bei der Niederlage im Auftaktspiel per Eigentor den Siegtreffer für die Franzosen zum 1:2-Endstand.